# Howie Seago
Howie Seago (Tacoma, 5 dicembre 1953) è un attore statunitense, membro della comunità sorda.

## Biografia
Noto per aver recitato la parte di Riva, un mediatore sordo, nel quinto episodio della seconda stagione della serie televisiva Star Trek: The Next Generation.
Attivo nel Deaf Theatre. Ha recitato la parte di Aiace in uno spettacolo teatrale, che ebbe della critica negativa.

## Filmografia

### Cinema
- Al di là del silenzio (Jenseits der Stille), regia di Caroline Link (1996)
- The Legend of the Mountain Man (2008)
- The Deaf Man (cortometraggio, 2008)

### Televisione
- Hunter - serie TV, episodio 4x18 (1988)
- Star Trek: The Next Generation - serie TV, episodio 2x05 (1989)
- Un giustiziere a New York (The Equalizer) - serie TV, episodio 4x12 (1989)